# La Pipe d'opium
La Pipe d'opium est une nouvelle de Théophile Gautier, publiée le jeudi 27 septembre 1838 dans La Presse.

## Résumé
Chez son ami, Alphonse Karr, Théophile Gautier fume une pipe d'opium par curiosité et raconte son « rêve d'opium, qui ne me laissa d'autre trace qu'une vague mélancolie, suite ordinaire de ces sortes d'hallucinations. »